# Victoriano Huerta
Đại tướng José Victoriano Huerta Márquez (phát âm tiếng Tây Ban Nha: [biktoɾjano werta]}, 22 tháng 12 năm 1850 - 13 tháng 1 năm 1916) là một sĩ quan quân đội México và Tổng thống thứ 35 của México.
Sau sự nghiệp quân sự dưới thời Tổng thống Porfirio Díaz, Huerta trở thành một quan chức cao cấp dưới thời Francisco Francisco Madero trong giai đoạn đầu của cuộc Cách mạng México. Vào năm 1913, Huerta dẫn đầu một âm mưu chống lại Tổng thống được bầu Madero, người tin tưởng ông ta để kiểm soát một cuộc nổi dậy nhỏ ở thành phố Mexico và ám sát Madero, anh trai ông và Pino Suarez, manouver gọi là "La Decena Tragica" trong 10 ngày bi kịch, chế độ Huerta Ngay lập tức bị các lực lượng cách mạng phản đối, và Huerta buộc phải từ chức và chạy trốn khỏi đất nước vào năm 1914, sau 17 tháng làm tổng thống. Trong khi cố gắng âm mưu với gián điệp Đức ở Hoa Kỳ trong Thế chiến I, Huerta đã bị bắt vào năm 1915 và qua đời ở Hoa Kỳ.
Những người ủng hộ Huerta được biết đến như Huertistas trong cuộc Cách mạng Mexico. Huerta vẫn bị Mexico lăng mạ bởi những người Mexico ngày nay, những người thường gọi ông là El Chacal ("Chó rừng") hay El Usurpador ("Kẻ chiếm đoạt").